# Khoikhoia lission
Khoikhoia lission är en stekelart som beskrevs av Mason 1984. Khoikhoia lission ingår i släktet Khoikhoia och familjen bracksteklar. Inga underarter finns listade i Catalogue of Life.